# Спіннербейт

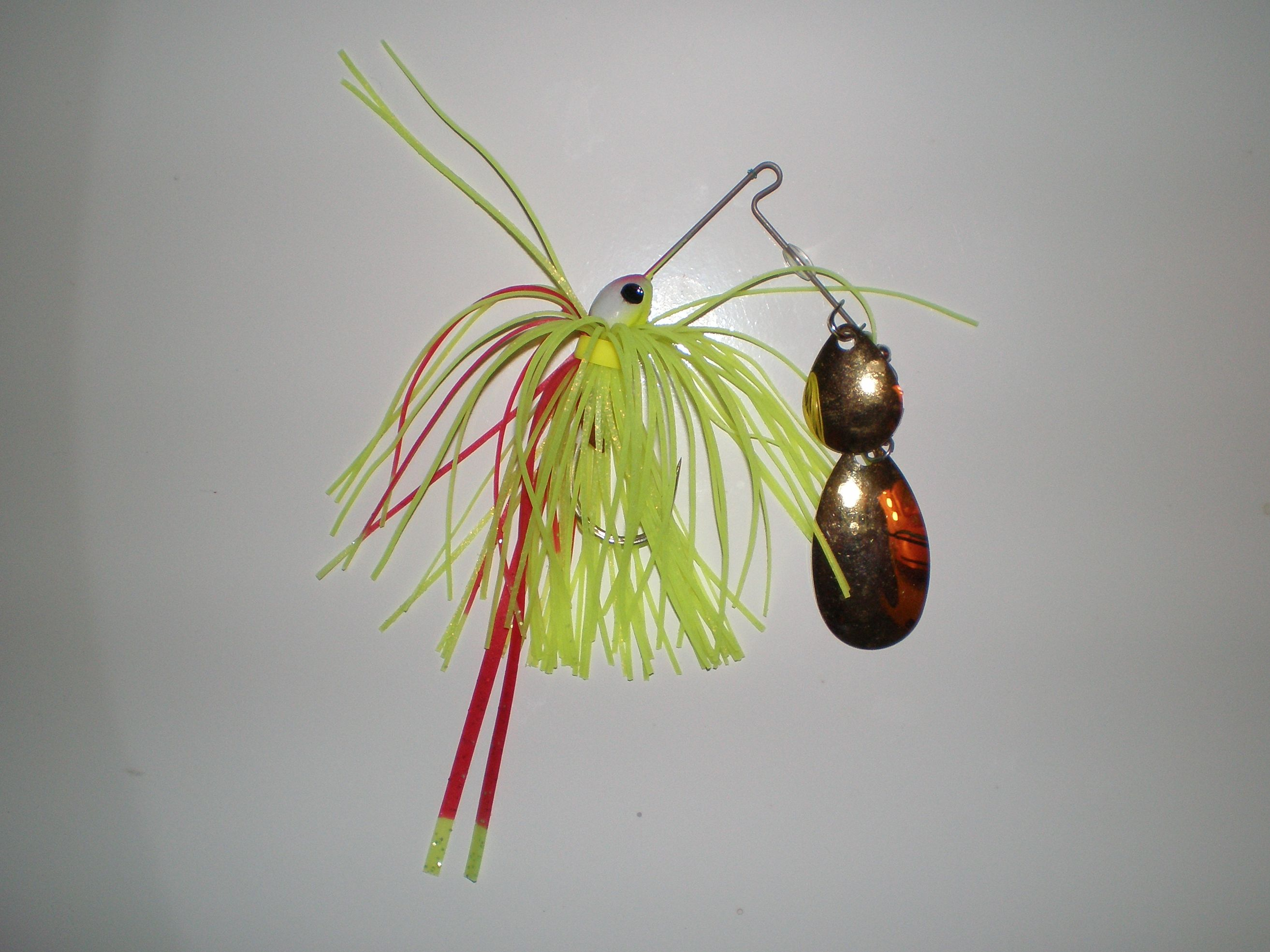
Спіннербейт

Спіннербейт (spinner — обертальна блешня; bait — приманка) — штучна риболовна приманка для ловлі хижих риб за допомогою спінінга. Ця приманка була придумана американськими риболовами близько 100 років тому.
Спіннербейт представляє собою невелике коромисло, до верхнього кінця якого прикріплено обертальну пелюстку, або пелюстки, до нижньої — свинцева головка, типу джигової, з великим одинарним гачком та штучною, гумовою бахромою («спідниця») за типом щупалець кальмара. «Спідниця» може бути замінена на твістер, віброхвіст або ж іншу, більш класичну, силіконову приманку.
Під час проводки свинцева голова завжди знаходиться знизу, а пелюстки — зверху. Вони обертаються та за допомогою коромисла передають свої вібрації на пасма «спідниці». Внаслідок цього вони то сходяться разом, то розходяться в боки, імітуючи природний спосіб, як пересуваються кальмари.
Одна з головних переваг спіннербейта — його висока «прохідність» при ловлі в заростях підводної рослинності.